# Alison Lurie
Alison Lurie (anglès: Alison Stewart Lurie)  (Chicago, 3 de setembre de 1926 - Ithaca, 3 de desembre de 2020) fou una escriptora estatunidenca i investigadora de la moda. Les seves novel·les estan ambientades en cercles de classe mitjana o alta i amb inquietuds acadèmiques i parlen de personatges que busquen el seu lloc a la societat, especialment amb el matrimoni, amb tocs d'humor sarcàstic i un fort contingut autobiogràfic. Per elles ha rebut guardons com el Premi Pulitzer d'Obres de Ficció, el Prix Fémina i diverses beques per dedicar-se a l'escriptura.

## Obres
- 1962 Love and Friendship
- 1965 The Nowhere City
- 1967 Imaginary Friends
- 1969 Real People
- 1974 The War Between the Tates
- 1975 The Oxford book of modern fairy tales
- 1979 Only Children
- 1980 Clever Grechen and other forgotten folktales
- 1981 The Language of Clothes
- 1984 Foreign Affairs
- 1989 The Truth about Lorin Jones
- 1990 Don't Tell the Grownups
- 1991 The language of clothes
- 1994 Women and ghosts
- 1998 The Last Resort
- 2003 Boys and girls forever
- 2006 Truth and Consequences